# Hibaldstow
Hibaldstow – wieś w Anglii, w hrabstwie ceremonialnym Lincolnshire, w dystrykcie (unitary authority) North Lincolnshire. Leży 30 km na północ od Lincoln i 223 km na północ od Londynu.